# Tournoi de tennis de Stockholm
Le tournoi de Stockholm (Suède) est un tournoi de tennis masculin du circuit ATP.
Il est organisé chaque année en salle. De 1990 à 1994 le tournoi fit partie de la catégorie des supers 9, actuels Masters 1000. Deux éditions du World Championship Tennis furent également organisées en avril 1975 et 1976 et étaient jouées sur moquette.
Une épreuve féminine du circuit WTA s'est aussi tenue à trois reprises: en 1975, 1979 et 1980.

## Palmarès messieurs

### Simple
| No | Date       | Nom et lieu du tournoi                | Catégorie              | Dotation    | Surface         | Vainqueur             | Finaliste           | Score                   |         |
| -- | ---------- | ------------------------------------- | ---------------------- | ----------- | --------------- | --------------------- | ------------------- | ----------------------- | ------- |
| 1  | 03-11-1969 | Stockholm Open, Stockholm             |                        | NC $        | Dur (int.)      | Nikola Pilić          | Ilie Năstase        | 6-4, 4-6, 6-2           |         |
| 2  | 02-11-1970 | Stockholm Open, Stockholm             | Championship Series    | NC $        | Dur (int.)      | Stan Smith            | Arthur Ashe         | 5-7, 6-4, 6-4           |         |
| 3  | 01-11-1971 | Stockholm Open, Stockholm             | Championship Series    | NC $        | Dur (int.)      | Arthur Ashe           | Jan Kodeš           | 6-1, 3-6, 6-2, 1-6, 6-4 |         |
| 4  | 13-11-1972 | Stockholm Open, Stockholm             | Championship Series    | NC $        | Dur (int.)      | Stan Smith            | Tom Okker           | 6-4, 6-3                |         |
| 5  | 05-11-1973 | Stockholm Open, Stockholm             | Championship Series    | NC $        | Dur (int.)      | Tom Gorman            | Björn Borg          | 6-4, 3-6, 7-6           |         |
| 6  | 04-11-1974 | Stockholm Open, Stockholm             | Championship Series    | NC $        | Dur (int.)      | Arthur Ashe           | Tom Okker           | 6-2, 6-2                |         |
| 7  | 21-04-1975 | Stockholm WCT, Stockholm              |                        | 60 000 $    | Moquette (int.) | Arthur Ashe           | Tom Okker           | 6-4, 6-2                |         |
| 8  | 03-11-1975 | Stockholm Open, Stockholm             | Championship Series    | NC $        | Dur (int.)      | Adriano Panatta       | Jimmy Connors       | 4-6, 6-3, 7-5           |         |
| 9  | 19-04-1976 | Stockholm WCT, Stockholm              |                        | 60 000 $    | Moquette (int.) | Wojtek Fibak          | Ilie Năstase        | 6-4, 7-66               |         |
| 10 | 08-11-1976 | Stockholm Open, Stockholm             | Championship Series    | 150 000 $   | Dur (int.)      | Mark Cox              | Manuel Orantes      | 4-6, 7-5, 7-6           |         |
| 11 | 07-11-1977 | Stockholm Open, Stockholm             | Championship Series    | 150 000 $   | Dur (int.)      | Sandy Mayer           | Raymond Moore       | 6-2, 6-4                |         |
| 12 | 06-11-1978 | Stockholm Open, Stockholm             | Championship Series    | 175 000 $   | Dur (int.)      | John McEnroe          | Tim Gullikson       | 6-2, 6-2                |         |
| 13 | 05-11-1979 | Stockholm Open, Stockholm             | Championship Series    | 175 000 $   | Dur (int.)      | John McEnroe          | Gene Mayer          | 6-7, 6-3, 6-3           |         |
| 14 | 03-11-1980 | Stockholm Open, Stockholm             | Championship Series    | 200 000 $   | Moquette (int.) | Björn Borg            | John McEnroe        | 6-3, 6-4                |         |
| 15 | 02-11-1981 | Stockholm Open, Stockholm             |                        | 200 000 $   | Dur (int.)      | Gene Mayer            | Sandy Mayer         | 6-4, 6-2                |         |
| 16 | 01-11-1982 | Stockholm Open, Stockholm             |                        | 250 000 $   | Dur (int.)      | Henri Leconte         | Mats Wilander       | 7-6, 6-3                |         |
| 17 | 31-10-1983 | Stockholm Open, Stockholm             |                        | 250 000 $   | Dur (int.)      | Mats Wilander         | Tomáš Šmíd          | 6-1, 7-5                | Tableau |
| 18 | 29-10-1984 | Scandinavian Championships, Stockholm | Championship Series    | 250 000 $   | Dur (int.)      | John McEnroe          | Mats Wilander       | 6-2, 3-6, 6-2           |         |
| 19 | 04-11-1985 | Stockholm Open, Stockholm             | Championship Series    | 300 000 $   | Dur (int.)      | John McEnroe          | Anders Järryd       | 6-1, 6-2                |         |
| 20 | 03-11-1986 | Stockholm Open, Stockholm             | Championship Series    | 350 000 $   | Dur (int.)      | Stefan Edberg         | Mats Wilander       | 6-2, 6-1, 6-1           |         |
| 21 | 02-11-1987 | Stockholm Open, Stockholm             | Championship Series    | 425 000 $   | Dur (int.)      | Stefan Edberg         | Jonas Svensson      | 7-5, 6-2, 4-6, 6-4      |         |
| 22 | 31-10-1988 | Stockholm Open, Stockholm             | Championship Series    | 450 000 $   | Dur (int.)      | Boris Becker          | Peter Lundgren      | 6-4, 6-1, 6-1           |         |
| 23 | 06-11-1989 | Stockholm Open, Stockholm             | Championship Series    | 832 500 $   | Moquette (int.) | Ivan Lendl            | Magnus Gustafsson   | 7-5, 6-0, 6-3           |         |
| 24 | 22-10-1990 | Stockholm Open, Stockholm             | Championship Series SW | 840 000 $   | Moquette (int.) | Boris Becker          | Stefan Edberg       | 6-4, 6-0, 6-3           |         |
| 25 | 21-10-1991 | Stockholm Open, Stockholm             | Championship Series SW | 840 000 $   | Moquette (int.) | Boris Becker          | Stefan Edberg       | 3-6, 6-4, 1-6, 6-2, 6-2 |         |
| 26 | 26-10-1992 | Stockholm Open, Stockholm             | Championship Series SW | 1 040 000 $ | Moquette (int.) | Goran Ivanišević      | Guy Forget          | 7-62, 4-6, 7-65, 6-2    |         |
| 27 | 25-10-1993 | Stockholm Open, Stockholm             | Super 9                | 1 400 000 $ | Moquette (int.) | Michael Stich         | Goran Ivanišević    | 4-6, 7-66, 7-63, 6-2    |         |
| 28 | 24-10-1994 | Stockholm Open, Stockholm             | Super 9                | 1 470 000 $ | Moquette (int.) | Boris Becker          | Goran Ivanišević    | 4-6, 6-4, 6-3, 7-64     |         |
| 29 | 06-11-1995 | Stockholm Open, Stockholm             | World Series           | 800 000 $   | Dur (int.)      | Thomas Enqvist        | Arnaud Boetsch      | 7-5, 6-4                |         |
| 30 | 04-11-1996 | Stockholm Open, Stockholm             | World Series           | 800 000 $   | Dur (int.)      | Thomas Enqvist        | Todd Martin         | 7-5, 6-4, 7-60          |         |
| 31 | 03-11-1997 | Stockholm Open, Stockholm             | World Series           | 800 000 $   | Dur (int.)      | Jonas Björkman        | Jan Siemerink       | 3-6, 7-62, 6-2, 6-4     |         |
| 32 | 09-11-1998 | Stockholm Open, Stockholm             | Int' Series            | 800 000 $   | Dur (int.)      | Todd Martin           | Thomas Johansson    | 6-3, 6-4, 6-4           |         |
| 33 | 08-11-1999 | Stockholm Open, Stockholm             | Int' Series            | 800 000 $   | Dur (int.)      | Thomas Enqvist        | Magnus Gustafsson   | 6-3, 6-4, 6-2           |         |
| 34 | 20-11-2000 | Scania Stockholm Open, Stockholm      | Int' Series            | 775 000 $   | Dur (int.)      | Thomas Johansson      | Ievgueni Kafelnikov | 6-2, 6-4, 6-4           |         |
| 35 | 22-10-2001 | If Stockholm Open, Stockholm          | Int' Series            | 775 000 $   | Dur (int.)      | Sjeng Schalken        | Jarkko Nieminen     | 3-6, 6-3, 6-3, 4-6, 6-3 |         |
| 36 | 21-10-2002 | If Stockholm Open, Stockholm          | Int' Series            | 625 000 $   | Dur (int.)      | Paradorn Srichaphan   | Marcelo Ríos        | 62-7, 6-0, 6-3, 6-2     | Tableau |
| 37 | 20-10-2003 | If Stockholm Open, Stockholm          | Int' Series            | 625 000 $   | Dur (int.)      | Mardy Fish            | Robin Söderling     | 7-5, 3-6, 7-64          | Tableau |
| 38 | 25-10-2004 | If Stockholm Open, Stockholm          | Int' Series            | 625 000 $   | Dur (int.)      | Thomas Johansson      | Andre Agassi        | 3-6, 6-3, 7-64          | Tableau |
| 39 | 10-10-2005 | If Stockholm Open, Stockholm          | Int' Series            | 775 000 $   | Dur (int.)      | James Blake           | Paradorn Srichaphan | 6-1, 7-66               | Tableau |
| 40 | 09-10-2006 | If Stockholm Open, Stockholm          | Int' Series            | 775 000 $   | Dur (int.)      | James Blake           | Jarkko Nieminen     | 6-4, 6-2                | Tableau |
| 41 | 08-10-2007 | If Stockholm Open, Stockholm          | Int' Series            | 775 000 $   | Dur (int.)      | Ivo Karlović          | Thomas Johansson    | 6-3, 3-6, 6-1           | Tableau |
| 42 | 06-10-2008 | If Stockholm Open, Stockholm          | Int' Series            | 692 000 €   | Dur (int.)      | David Nalbandian      | Robin Söderling     | 6-2, 5-7, 6-3           | Tableau |
| 43 | 19-10-2009 | If Stockholm Open, Stockholm          | ATP 250                | 531 000 €   | Dur (int.)      | Márcos Baghdatís      | Olivier Rochus      | 6-1, 7-5                | Tableau |
| 44 | 18-10-2010 | If Stockholm Open, Stockholm          | ATP 250                | 531 000 €   | Dur (int.)      | Roger Federer         | Florian Mayer       | 6-4, 6-3                | Tableau |
| 45 | 17-10-2011 | If Stockholm Open, Stockholm          | ATP 250                | 531 000 €   | Dur (int.)      | Gaël Monfils          | Jarkko Nieminen     | 7-5, 3-6, 6-2           | Tableau |
| 46 | 15-10-2012 | If Stockholm Open, Stockholm          | ATP 250                | 486 750 €   | Dur (int.)      | Tomáš Berdych         | Jo-Wilfried Tsonga  | 4-6, 6-4, 6-4           | Tableau |
| 47 | 14-10-2013 | If Stockholm Open, Stockholm          | ATP 250                | 530 165 €   | Dur (int.)      | Grigor Dimitrov       | David Ferrer        | 2-6, 6-3, 6-4           | Tableau |
| 48 | 13-10-2014 | If Stockholm Open, Stockholm          | ATP 250                | 521 405 €   | Dur (int.)      | Tomáš Berdych         | Grigor Dimitrov     | 5-7, 6-4, 6-4           | Tableau |
| 49 | 19-10-2015 | If Stockholm Open, Stockholm          | ATP 250                | 537 050 €   | Dur (int.)      | Tomáš Berdych         | Jack Sock           | 7-61, 6-2               | Tableau |
| 50 | 17-10-2016 | If Stockholm Open, Stockholm          | ATP 250                | 566 525 €   | Dur (int.)      | Juan Martín del Potro | Jack Sock           | 7-5, 6-1                | Tableau |
| 51 | 16-10-2017 | Intrum Stockholm Open, Stockholm      | ATP 250                | 589 185 €   | Dur (int.)      | Juan Martín del Potro | Grigor Dimitrov     | 6-4, 6-2                | Tableau |
| 52 | 15-10-2018 | Intrum Stockholm Open, Stockholm      | ATP 250                | 612 755 €   | Dur (int.)      | Stéfanos Tsitsipás    | Ernests Gulbis      | 6-4, 6-4                | Tableau |
| 53 | 14-10-2019 | Intrum Stockholm Open, Stockholm      | ATP 250                | 635 750 €   | Dur (int.)      | Denis Shapovalov      | Filip Krajinović    | 6-4, 6-4                | Tableau |
| 54 | 07-11-2021 | Stockholm Open, Stockholm             | ATP 250                | 635 750 €   | Dur (int.)      | Tommy Paul            | Denis Shapovalov    | 6-4, 2-6, 6-4           | Tableau |
| 55 | 17-10-2022 | Stockholm Open, Stockholm             | ATP 250                | 648 130 €   | Dur (int.)      | Holger Rune           | Stéfanos Tsitsipás  | 6-4, 6-4                | Tableau |
| 56 | 16-10-2023 | BNP Paribas Nordic Open, Stockholm    | ATP 250                | 673 630 €   | Dur (int.)      | Gaël Monfils          | Pavel Kotov         | 4-6, 7-66, 6-3          | Tableau |
| 57 | 14-10-2024 | BNP Paribas Nordic Open, Stockholm    | ATP 250                | 690 135 €   | Dur (int.)      | Tommy Paul            | Grigor Dimitrov     | 6-4, 6-3                | Tableau |

### Double
| No | Date       | Nom et lieu du tournoi                | Catégorie              | Dotation    | Surface         | Vainqueurs                             | Finalistes                             | Score             |         |
| -- | ---------- | ------------------------------------- | ---------------------- | ----------- | --------------- | -------------------------------------- | -------------------------------------- | ----------------- | ------- |
| 1  | 03-11-1969 | Stockholm Open, Stockholm             |                        | NC $        | Dur (int.)      | Roy Emerson Rod Laver                  | Andrés Gimeno Graham Stilwell          | 6-4, 6-2          |         |
| 2  | 02-11-1970 | Stockholm Open, Stockholm             | Championship Series    | NC $        | Dur (int.)      | Arthur Ashe Stan Smith                 | Robert Carmichael Owen Davidson        | 6-0, 5-7, 7-5     |         |
| 3  | 01-11-1971 | Stockholm Open, Stockholm             | Championship Series    | NC $        | Dur (int.)      | Tom Gorman Stan Smith                  | Arthur Ashe Robert Lutz                | 6-4, 6-3          |         |
| 4  | 13-11-1972 | Stockholm Open, Stockholm             | Championship Series    | NC $        | Dur (int.)      | Tom Okker Marty Riessen                | Colin Dibley Roy Emerson               | 6-3, 6-2          |         |
| 5  | 05-11-1973 | Stockholm Open, Stockholm             | Championship Series    | NC $        | Dur (int.)      | Jimmy Connors Ilie Năstase             | Robert Carmichael Frew McMillan        | 7-6, 7-5          |         |
| 6  | 04-11-1974 | Stockholm Open, Stockholm             | Championship Series    | NC $        | Dur (int.)      | Tom Okker Marty Riessen                | Bob Hewitt Frew McMillan               | 2-6, 6-3, 6-4     |         |
| 7  | 21-04-1975 | Stockholm WCT, Stockholm              |                        | 60 000 $    | Moquette (int.) | Arthur Ashe Tom Okker                  | Patrice Dominguez Kim Warwick          | 6-3, 7-63         |         |
| 8  | 03-11-1975 | Stockholm Open, Stockholm             | Championship Series    | NC $        | Dur (int.)      | Bob Hewitt Frew McMillan               | Charlie Pasarell Roscoe Tanner         | 3-6, 6-3, 6-4     |         |
| 9  | 19-04-1976 | Stockholm WCT, Stockholm              |                        | 60 000 $    | Moquette (int.) | Alex Metreveli Ilie Năstase            | Tom Okker Adriano Panatta              | 6-4, 7-5          |         |
| 10 | 08-11-1976 | Stockholm Open, Stockholm             | Championship Series    | 150 000 $   | Dur (int.)      | Bob Hewitt Frew McMillan               | Tom Okker Marty Riessen                | 6-4, 4-6, 6-4     |         |
| 11 | 07-11-1977 | Stockholm Open, Stockholm             | Championship Series    | 150 000 $   | Dur (int.)      | Wojtek Fibak Tom Okker                 | Brian Gottfried Raúl Ramírez           | 6-3, 6-3          |         |
| 12 | 06-11-1978 | Stockholm Open, Stockholm             | Championship Series    | 175 000 $   | Dur (int.)      | Wojtek Fibak Tom Okker                 | Robert Lutz Stan Smith                 | 6-3, 6-2          |         |
| 13 | 05-11-1979 | Stockholm Open, Stockholm             | Championship Series    | 175 000 $   | Dur (int.)      | Peter Fleming John McEnroe             | Wojtek Fibak Tom Okker                 | 6-4, 6-4          |         |
| 14 | 03-11-1980 | Stockholm Open, Stockholm             | Championship Series    | 200 000 $   | Moquette (int.) | Heinz Günthardt Paul McNamee           | Robert Lutz Stan Smith                 | 6-7, 6-3, 6-2     |         |
| 15 | 02-11-1981 | Stockholm Open, Stockholm             |                        | 200 000 $   | Dur (int.)      | Kevin Curren Steve Denton              | Sherwood Stewart Ferdi Taygan          | 6-7, 6-4, 6-0     |         |
| 16 | 01-11-1982 | Stockholm Open, Stockholm             |                        | 250 000 $   | Dur (int.)      | Mark Dickson Jan Gunnarsson            | Sherwood Stewart Ferdi Taygan          | 7-6, 6-7, 6-4     |         |
| 17 | 31-10-1983 | Stockholm Open, Stockholm             |                        | 250 000 $   | Dur (int.)      | Anders Järryd Hans Simonsson           | Peter Fleming Johan Kriek              | 7-6, 7-5          | Tableau |
| 18 | 29-10-1984 | Scandinavian Championships, Stockholm | Championship Series    | 250 000 $   | Dur (int.)      | Henri Leconte Tomáš Šmíd               | Vijay Amritraj Ilie Năstase            | 7-5, 7-5          |         |
| 19 | 04-11-1985 | Stockholm Open, Stockholm             | Championship Series    | 300 000 $   | Dur (int.)      | Guy Forget Andrés Gómez                | Mike De Palmer Gary Donnelly           | 6-3, 6-4          |         |
| 20 | 03-11-1986 | Stockholm Open, Stockholm             | Championship Series    | 350 000 $   | Dur (int.)      | Sherwood Stewart Kim Warwick           | Pat Cash Slobodan Živojinović          | 4-6, 6-1, 7-5     |         |
| 21 | 02-11-1987 | Stockholm Open, Stockholm             | Championship Series    | 425 000 $   | Dur (int.)      | Stefan Edberg Anders Järryd            | Jim Grabb Jim Pugh                     | 6-2, 3-6, 6-1     |         |
| 22 | 31-10-1988 | Stockholm Open, Stockholm             | Championship Series    | 450 000 $   | Dur (int.)      | Kevin Curren Jim Grabb                 | Paul Annacone John Fitzgerald          | 7-5, 7-5          |         |
| 23 | 06-11-1989 | Stockholm Open, Stockholm             | Championship Series    | 832 500 $   | Moquette (int.) | Jorge Lozano Todd Witsken              | Rick Leach Jim Pugh                    | 6-0, 5-7, 6-3     |         |
| 24 | 22-10-1990 | Stockholm Open, Stockholm             | Championship Series SW | 840 000 $   | Moquette (int.) | Guy Forget Jakob Hlasek                | John Fitzgerald Anders Järryd          | 6-4, 6-2          |         |
| 25 | 21-10-1991 | Stockholm Open, Stockholm             | Championship Series SW | 840 000 $   | Moquette (int.) | John Fitzgerald Anders Järryd          | Tom Nijssen Cyril Suk                  | 7-5, 6-3          |         |
| 26 | 26-10-1992 | Stockholm Open, Stockholm             | Championship Series SW | 1 040 000 $ | Moquette (int.) | Todd Woodbridge Mark Woodforde         | Steve DeVries David Macpherson         | 6-4, 6-4          |         |
| 27 | 25-10-1993 | Stockholm Open, Stockholm             | Super 9                | 1 400 000 $ | Moquette (int.) | Todd Woodbridge Mark Woodforde         | Gary Muller Danie Visser               | 7-6, 5-7, 7-6     |         |
| 28 | 24-10-1994 | Stockholm Open, Stockholm             | Super 9                | 1 470 000 $ | Moquette (int.) | Todd Woodbridge Mark Woodforde         | Jan Apell Jonas Björkman               | 6-4, 4-6, 6-3     |         |
| 29 | 06-11-1995 | Stockholm Open, Stockholm             | World Series           | 800 000 $   | Dur (int.)      | Jacco Eltingh Paul Haarhuis            | Grant Connell Patrick Galbraith        | 3-6, 6-2, 7-6     |         |
| 30 | 04-11-1996 | Stockholm Open, Stockholm             | World Series           | 800 000 $   | Dur (int.)      | Patrick Galbraith Jonathan Stark       | Todd Martin Chris Woodruff             | 7-6, 6-4          |         |
| 31 | 03-11-1997 | Stockholm Open, Stockholm             | World Series           | 800 000 $   | Dur (int.)      | Marc-Kevin Goellner Richey Reneberg    | Ellis Ferreira Patrick Galbraith       | 6-3, 3-6, 7-6     |         |
| 32 | 09-11-1998 | Stockholm Open, Stockholm             | Int' Series            | 800 000 $   | Dur (int.)      | Nicklas Kulti Mikael Tillström         | Chris Haggard Peter Nyborg             | 7-5, 3-6, 7-5     |         |
| 33 | 08-11-1999 | Stockholm Open, Stockholm             | Int' Series            | 800 000 $   | Dur (int.)      | Piet Norval Kevin Ullyett              | Jan-Michael Gambill Scott Humphries    | 7-5, 6-3          |         |
| 34 | 20-11-2000 | Scania Stockholm Open, Stockholm      | Int' Series            | 775 000 $   | Dur (int.)      | Mark Knowles Daniel Nestor             | Petr Pála Pavel Vízner                 | 6-3, 6-2          |         |
| 35 | 22-10-2001 | If Stockholm Open, Stockholm          | Int' Series            | 775 000 $   | Dur (int.)      | Donald Johnson Jared Palmer            | Jonas Björkman Todd Woodbridge         | 6-3, 4-6, 6-3     |         |
| 36 | 21-10-2002 | If Stockholm Open, Stockholm          | Int' Series            | 625 000 $   | Dur (int.)      | Wayne Black Kevin Ullyett              | Wayne Arthurs Paul Hanley              | 6-4, 2-6, 7-64    | Tableau |
| 37 | 20-10-2003 | If Stockholm Open, Stockholm          | Int' Series            | 625 000 $   | Dur (int.)      | Jonas Björkman Todd Woodbridge         | Wayne Arthurs Paul Hanley              | 6-3, 6-4          | Tableau |
| 38 | 25-10-2004 | If Stockholm Open, Stockholm          | Int' Series            | 625 000 $   | Dur (int.)      | Feliciano López Fernando Verdasco      | Wayne Arthurs Paul Hanley              | 6-4, 6-4          | Tableau |
| 39 | 10-10-2005 | If Stockholm Open, Stockholm          | Int' Series            | 775 000 $   | Dur (int.)      | Wayne Arthurs Paul Hanley              | Leander Paes Nenad Zimonjić            | 5-3, 5-3          | Tableau |
| 40 | 09-10-2006 | If Stockholm Open, Stockholm          | Int' Series            | 775 000 $   | Dur (int.)      | Paul Hanley Kevin Ullyett              | Olivier Rochus Kristof Vliegen         | 7-62, 6-4         | Tableau |
| 41 | 08-10-2007 | If Stockholm Open, Stockholm          | Int' Series            | 775 000 $   | Dur (int.)      | Jonas Björkman Max Mirnyi              | Arnaud Clément Michaël Llodra          | 6-4, 6-4          | Tableau |
| 42 | 06-10-2008 | If Stockholm Open, Stockholm          | Int' Series            | 692 000 €   | Dur (int.)      | Jonas Björkman Kevin Ullyett           | Johan Brunström Michael Ryderstedt     | 6-1, 6-3          | Tableau |
| 43 | 19-10-2009 | If Stockholm Open, Stockholm          | ATP 250                | 531 000 €   | Dur (int.)      | Bruno Soares Kevin Ullyett             | Simon Aspelin Paul Hanley              | 6-4, 7-64         | Tableau |
| 44 | 18-10-2010 | If Stockholm Open, Stockholm          | ATP 250                | 531 000 €   | Dur (int.)      | Eric Butorac Jean-Julien Rojer         | Johan Brunström Jarkko Nieminen        | 6-3, 6-4          | Tableau |
| 45 | 17-10-2011 | If Stockholm Open, Stockholm          | ATP 250                | 531 000 €   | Dur (int.)      | Rohan Bopanna Aisam-Ul-Haq Qureshi     | Marcelo Melo Bruno Soares              | 6-1, 6-3          | Tableau |
| 46 | 15-10-2012 | If Stockholm Open, Stockholm          | ATP 250                | 486 750 €   | Dur (int.)      | Marcelo Melo Bruno Soares              | Robert Lindstedt Nenad Zimonjić        | 64-7, 7-5, [10-6] | Tableau |
| 47 | 14-10-2013 | If Stockholm Open, Stockholm          | ATP 250                | 530 165 €   | Dur (int.)      | Aisam-Ul-Haq Qureshi Jean-Julien Rojer | Jonas Björkman Robert Lindstedt        | 6-2, 6-2          | Tableau |
| 48 | 13-10-2014 | If Stockholm Open, Stockholm          | ATP 250                | 521 405 €   | Dur (int.)      | Eric Butorac Raven Klaasen             | Treat Conrad Huey Jack Sock            | 6-4, 6-3          | Tableau |
| 49 | 19-10-2015 | If Stockholm Open, Stockholm          | ATP 250                | 537 050 €   | Dur (int.)      | Nicholas Monroe Jack Sock              | Mate Pavić Michael Venus               | 7-5, 6-2          | Tableau |
| 50 | 17-10-2016 | If Stockholm Open, Stockholm          | ATP 250                | 566 525 €   | Dur (int.)      | Elias Ymer Mikael Ymer                 | Mate Pavić Michael Venus               | 6-1, 6-1          | Tableau |
| 51 | 16-10-2017 | Intrum Stockholm Open, Stockholm      | ATP 250                | 589 185 €   | Dur (int.)      | Oliver Marach Mate Pavić               | Aisam-Ul-Haq Qureshi Jean-Julien Rojer | 3-6, 7-66, [10-4] | Tableau |
| 52 | 15-10-2018 | Intrum Stockholm Open, Stockholm      | ATP 250                | 612 755 €   | Dur (int.)      | Luke Bambridge Jonny O'Mara            | Marcus Daniell Wesley Koolhof          | 7-5, 7-68         | Tableau |
| 53 | 14-10-2019 | Intrum Stockholm Open, Stockholm      | ATP 250                | 635 750 €   | Dur (int.)      | Édouard Roger-Vasselin Henri Kontinen  | Bruno Soares Mate Pavić                | 6-4, 6-2          | Tableau |
| 54 | 07-11-2021 | Stockholm Open, Stockholm             | ATP 250                | 635 750 €   | Dur (int.)      | Santiago González Andrés Molteni       | Aisam-Ul-Haq Qureshi Jean-Julien Rojer | 6-2, 6-2          | Tableau |
| 55 | 17-10-2022 | Stockholm Open, Stockholm             | ATP 250                | 648 130 €   | Dur (int.)      | Marcelo Arévalo Jean-Julien Rojer      | Lloyd Glasspool Harri Heliövaara       | 6-3, 6-3          | Tableau |
| 56 | 16-10-2023 | BNP Paribas Nordic Open, Stockholm    | ATP 250                | 673 630 €   | Dur (int.)      | Andrey Golubev Denys Molchanov         | Yuki Bhambri Julian Cash               | 7-68, 6-2         | Tableau |
| 57 | 14-10-2024 | BNP Paribas Nordic Open, Stockholm    | ATP 250                | 690 135 €   | Dur (int.)      | Harri Heliövaara Henry Patten          | Petr Nouza Patrik Rikl                 | 7-5, 6-3          | Tableau |

## Palmarès dames

### Simple
| No | Date       | Nom et lieu du tournoi                   | Catégorie      | Dotation | Surface         | Vainqueure       | Finaliste      | Score          |         |
| -- | ---------- | ---------------------------------------- | -------------- | -------- | --------------- | ---------------- | -------------- | -------------- | ------- |
| 1  | 23-11-1969 | Scandinavian Open Indoors, Stockholm     |                | NC       | Moquette (int.) | Billie Jean King | Julie Heldman  | 9-7, 6-2       | Tableau |
| 2  | 27-10-1975 | WTA Open Stockholm, Stockholm            |                | 30 000 $ | Moquette (int.) | Virginia Wade    | Françoise Dürr | 6-3, 4-6, 7-5  | Tableau |
| 3  | 01-11-1979 | SAS Ladies Cup Stockholm Open, Stockholm | Colgate Series | 35 000 $ | Moquette (int.) | Billie Jean King | Betty Stöve    | 6-3, 6-74, 7-5 | Tableau |
| 4  | 27-10-1980 | Stockholm Open, Stockholm                |                | 75 000 $ | Moquette (int.) | Hana Mandlíková  | Bettina Bunge  | 6-2, 6-2       | Tableau |

### Double
| No | Date       | Nom et lieu du tournoi                  | Catégorie      | Dotation | Surface         | Vainqueures                   | Finalistes                     | Score    |         |
| -- | ---------- | --------------------------------------- | -------------- | -------- | --------------- | ----------------------------- | ------------------------------ | -------- | ------- |
| 1  | 23-11-1969 | Scandinavian Open Indoors Stockholm     |                | NC       | Moquette (int.) | Rosie Casals Billie Jean King | Françoise Dürr Julie Heldman   | 6-4, 6-4 | Tableau |
| 2  | 27-10-1975 | WTA Open Stockholm Stockholm            |                | 30 000 $ | Moquette (int.) | Françoise Dürr Betty Stöve    | Evonne Goolagong Virginia Wade | 6-3, 6-4 | Tableau |
| 3  | 01-11-1979 | SAS Ladies Cup Stockholm Open Stockholm | Colgate Series | 35 000 $ | Moquette (int.) | Betty Stöve Wendy Turnbull    | Billie Jean King Ilana Kloss   | 7-5, 7-6 | Tableau |
| 4  | 27-10-1980 | Stockholm Open Stockholm                |                | 75 000 $ | Moquette (int.) | Mima Jaušovec Virginia Ruzici | Hana Mandlíková Betty Stöve    | 6-2, 6-1 | Tableau |